# Колингдејл (Пенсилванија)
Колингдејл (енгл. Collingdale) град је у америчкој савезној држави Пенсилванија.

## Демографија
По попису из 2010. године број становника је 8.786, што је 122 (1,4%) становника више него 2000. године.
| Група             | 2000.         | 2010.         |
| Белци             | 7.924 (91,5%) | 4.823 (54,9%) |
| Афроамериканци    | 407 (4,7%)    | 3.192 (36,3%) |
| Азијати           | 140 (1,6%)    | 252 (2,9%)    |
| Хиспаноамериканци | 77 (0,9%)     | 274 (3,1%)    |
| Укупно            | 8.664         | 8.786         |